# La morte civile
La morte civile, que se publicara en español con el nombre de La muerte civil es una obra de teatro en cinco actos del dramaturgo italiano Paolo Giacometti que fue publicada en 1861.

## Génesis de la obra
Paolo Giacometti fue un prolífico dramaturgo que produjo obras desde los 20 años de edad. Se casó con  la actriz Teresa Mozzidolfi y se separó en 1853 por infidelidad de la misma, suceso que le provocó una profunda crisis. A poco se enamora de Luigia Saglio, una joven de Gazzuolo, sobrina del párroco, con quien tuvo dos hijos, pero recién cuando Mozzidolfi fallece pudo casarse con aquella en mayo de 1861 poniendo fin a las murmuraciones y las penurias ocasionadas por su situación, que inspiraron el tema de La muerte civil, cuya tesis es la necesidad del divorcio religioso en los casos de condena irreversible (muerte civil) de un cónyuge.   

## Personajes
- Corrado
- El médico Arrigo Palmieri
- El abate Gioachino Ruvo
- Don Fernando
- Gaetano
- Rosalía
- Emma
- Ágata

## Sinopsis
La acción está ambientada en una ciudad de Calabria, Italia, en la época en que los Borbones dejaban el gobierno. Corrado, un condenado a prisión perpetua por homicidio, escapa de la cárcel y va en busca de su mujer Rosalía y de la hija de ambos. Las encuentra en casa de Arrigo Palmieri, un médico para el que su mujer trabaja. Cuando averigua que Rosalía ha rehecho su vida y ha hecho creer a su hija que Palmieri es su padre, se suicida para no ser un obstáculo para el futuro de su esposa e hija.
La muerte civile está considerada la obra más significativa de Giacometti, fue un gran éxito y se convirtió en el caballo de batalla de actores de la época, tales como Ermete Zacconi y Ermete Novelli y recibió el aplauso de Emile Zola en París. 

## Filmografía
Se han realizado algunas películas basadas en la obra:
- Muerte civil (1954)
- La morte civile  (1942)
- La morte civile  (1919)
- La morte civile  (1913)
- La morte civile  (1910)
- Muerte civil  (1910)